# Daniel Gimeno Traver
Daniel Gimeno Traver (* 7. August 1985 in Valencia) ist ein ehemaliger spanischer Tennisspieler.

## Karriere
Gimeno Traver erlebte eine erfolgreiche Zeit auf der ITF Junior Tour. Bei Grand Slams erzielte er bei den French Open 2003 sein bestes Resultat mit dem Erreichen des Viertelfinals. Er gewann sechs 2003 sechs Einzel- und zwei Doppelturniere, wodurch er bis auf Platz 4 des Junior-Rankings aufstieg.
2004 begann er seine Profikarriere. Er schaffte es 2009 das zweite Mal in Serie das Jahr unter den 100 besten Tennisspielern der Welt abzuschließen. Dies gelang ihm vor allem durch zwei Turniersiege auf Challengerebene und dem Erreichen des Viertelfinales beim ATP-Turnier in Acapulco. Im Jahr 2012 gewann er in Viña del Mar seinen ersten ATP-Titel, als er mit Frederico Gil im Finale gegen Pablo Andújar und Carlos Berlocq in drei Sätzen die Oberhand behielt.
Das Jahr 2013 begann für Gimeno Traver mit dem Einzug in die zweite Runde der Australian Open und einem Viertelfinale in Vina del Mãr. Damit erreichte er mit Rang 48 seine höchste Platzierung in der Weltrangliste. Bei den French Open erreichte er ebenfalls die zweite Runde. Die übrige Saison verlief wenig erfolgreich, sodass Gimeno Traver wieder in der Weltrangliste abrutschte und das Jahr auf Rang 77 abschloss.
Die Saison 2014 begann so, wie das Jahr 2013 geendet hatte. Es setzte mehrere Auftaktniederlagen, so auch bei den Australian Open. In Viña del Mar erreichte er wie im Vorjahr das Viertelfinale, blieb in der Folge aber zu unkonstant, sodass er erstmals seit Jahren aus den Top 100 der Weltrangliste rutschte. In Oeiras erreichte er über die Qualifikation das Halbfinale, wodurch er wieder in die Top 70 vorrückte. Aufgrund weiterer Erstrundenniederlagen u. a. bei den French Open und keinem Sieg während der Rasensaison rutschte er in der Weltrangliste ab und beendete nach langer Zeit ein Jahr wieder außerhalb der Top 100.
2015 begann mit einem Turniersieg beim Challenger in Bucaramanga und der damit sofortigen Rückkehr in die Top 100. Dem Turniersieg folgte ein Achtelfinale in Quito. Im April erreichte er in Casablanca sein erstes ATP-Finale, in dem er Martin Kližan in zwei Sätzen unterlag. Es folgten ein Halbfinaleinzug in Bukarest sowie der Einzug ins Viertelfinale von Istanbul. Im Laufe der Saison 2016 fiel er beständig in der Weltrangliste zurück und spielte zur zweiten Saisonhälfte nur noch auf der Challenger Tour, wobei er zunehmend von einer Ellbogenverletzung geplagt wurde. Im Februar 2017 unterzog er sich schließlich einer Operation und spielte erst wieder in der Qualifikation der French Open. Sowohl bei den French Open als auch in Wimbledon schied er in der ersten Qualifikationsrunde aus. Danach spielte er in dem Jahr ausschließlich Challenger- und Future-Turniere. Beim Challenger von Rom verlor sein einziges Challengerfinale der Saison gegen Filip Krajinović.
Im Jahr 2018 erreichte er zwei Challengerfinals im Einzel; in Tunis musste er gegen Guido Andreozzi aufgeben, in Sopot verlor er die  Finalpartie gegen Paolo Lorenzi. Im September stand er gemeinsam mit Ricardo Ojeda Lara im Finale des Challengers in Sevilla, in welchem sie ihren Landsmännern Gerard Granollers und Pedro Martínez unterlagen. Im Folgejahr konnte er bei keinem Challenger weiter als das Viertelfinale vorstoßen.
2020 trat er bei keinem Turnier an, 2021 schied er in den beiden einzigen Challenger-Qualifikationen, an denen er teilnahm, beim ersten Match aus. Danach spielte er kein weiteres Match mehr. Seit Anfang der Saison 2022 gehört er neben Tomás Carbonell zum Trainerstab von Roberto Bautista Agut.

## Erfolge
| Legende (Anzahl der Siege)  |
| Grand Slam                  |
| ATP World Tour Finals       |
| ATP World Tour Masters 1000 |
| ATP World Tour 500          |
| ATP World Tour 250 (1)      |
| ATP Challenger Tour (17)    |

| ATP-Titel nach Belag |
| Hartplatz (0)        |
| Sand (1)             |
| Rasen (0)            |

### Einzel

#### Turniersiege
| Nr. | Datum              | Turnier     | Belag     | Finalgegner           | Ergebnis      |
| --- | ------------------ | ----------- | --------- | --------------------- | ------------- |
| 1.  | 15. August 2004    | Cordenons   | Sand      | Daniel Köllerer       | 4:6, 6:4, 6:3 |
| 2.  | 18. Mai 2008       | Aarhus      | Sand      | Éric Prodon           | 7:5, 7:5      |
| 3.  | 7. September 2008  | Brașov      | Sand      | Alexander Flock       | 4:6, 6:4, 6:4 |
| 4.  | 20. September 2009 | Banja Luka  | Sand      | Julian Reister        | 6:4, 6:1      |
| 5.  | 11. Oktober 2009   | Tarragona   | Sand      | Paolo Lorenzi         | 6:4, 6:0      |
| 6.  | 8. August 2010     | Segovia     | Hartplatz | Adrian Mannarino      | 6:4, 7:62     |
| 7.  | 11. September 2011 | Sevilla (1) | Sand      | Rubén Ramírez Hidalgo | 6:3, 6:3      |
| 8.  | 17. Juni 2012      | Monza       | Sand      | Albert Montañés       | 6:2, 4:6, 6:4 |
| 9.  | 16. September 2012 | Sevilla (2) | Sand      | Tommy Robredo         | 6:3, 6:2      |
| 10. | 30. September 2012 | Madrid      | Sand      | Jan-Lennard Struff    | 6:4, 6:2      |
| 11. | 8. September 2013  | Alphen      | Sand      | Thomas Schoorel       | 6:2, 6:4      |
| 12. | 14. September 2013 | Sevilla (3) | Sand      | Stéphane Robert       | 6:4, 7:62     |
| 13. | 27. September 2014 | Kenitra     | Sand      | Albert Ramos Viñolas  | 6:3, 6:4      |
| 14. | 1. Februar 2015    | Bucaramanga | Sand      | Gastão Elias          | 6:3, 1:6, 7:5 |

#### Finalteilnahmen
| Nr. | Datum          | Turnier    | Belag | Finalgegner   | Ergebnis |
| --- | -------------- | ---------- | ----- | ------------- | -------- |
| 1.  | 12. April 2015 | Casablanca | Sand  | Martin Kližan | 2:6, 2:6 |

### Doppel

#### Turniersiege

##### ATP World Tour
| Nr. | Datum           | Turnier      | Belag | Partner       | Finalgegner                  | Ergebnis          |
| --- | --------------- | ------------ | ----- | ------------- | ---------------------------- | ----------------- |
| 1.  | 5. Februar 2012 | Viña del Mar | Sand  | Frederico Gil | Pablo Andújar Carlos Berlocq | 1:6, 7:5, [12:10] |

##### ATP Challenger Tour
| Nr. | Datum              | Turnier | Belag | Partner                 | Finalgegner                                          | Ergebnis         |
| --- | ------------------ | ------- | ----- | ----------------------- | ---------------------------------------------------- | ---------------- |
| 1.  | 7. Mai 2006        | Tunis   | Sand  | Iván Navarro            | Bart Beks Martijn van Haasteren                      | 6:2, 7:5         |
| 2.  | 10. Mai 2008       | Telde   | Sand  | Daniel Muñoz de la Nava | Miguel Ángel López Jaén José Antonio Sánchez de Luna | 6:3, 6:1         |
| 3.  | 30. September 2012 | Madrid  | Sand  | Iván Navarro            | Colin Ebelthite Jaroslav Pospíšil                    | 6:2, 4:6, [10:7] |

#### Finalteilnahmen
| Nr. | Datum            | Turnier         | Belag | Partner       | Finalgegner               | Ergebnis  |
| --- | ---------------- | --------------- | ----- | ------------- | ------------------------- | --------- |
| 1.  | 12. Februar 2011 | Costa do Sauípe | Sand  | Pablo Andújar | Marcelo Melo Bruno Soares | 6:74, 3:6 |